# Oeynhausen (Gemeinde Traiskirchen)
Oeynhausen [ɔɪ̯nˈhaʊ̯zn̩] ist eine Ortschaft und Katastralgemeinde der Stadtgemeinde Traiskirchen im Bezirk Baden in Niederösterreich. Die Ortschaft hat 1164 Einwohner (Stand 1. Jänner 2024). Bis Ende 1971 war Oeynhausen eine eigenständige Gemeinde.

## Lage
Der Ort liegt an der Wiener Neustädter Straße B 17, die in Nord-Süd-Richtung den Ort durchquert, während die B 210 den Ort in Ost-West-Richtung teilt.

### Nachbarorte
|              | Traiskirchen                                |                 |
| Tribuswinkel | Kompassrose, die auf Nachbargemeinden zeigt | Oberwaltersdorf |
|              | Teesdorf                                    |                 |

## Geschichte
Der verwitweten Gräfin Schulenburg-Oeynhausen gehörten zunächst die Herrschaften Tribuswinkel und Oberwaltersdorf. Nachdem Kaiserin Maria Theresia die planmäßige Anlage eines Dorfes namens Theresienfeld angeordnet hatte, wollte es ihr die Gräfin gleichtun. Im Jahr 1768 wurde ein Patent erlassen, wonach sich Bauern auf herrschaftlichen Hutweiden ansiedeln durften. Das „Wienerische Diarium“ vom 16. Jänner 1771 verkündete die Ansiedelung auf dem großen ungenutzten Gebiet zwischen Tribuswinkel und Oberwaltersdorf. Am 9. November 1771 wurde die Anlage des Dorfes an der Hochstraße (Poststraße) zwischen Traiskirchen und Günselsdorf bewilligt. Es erhielt den Namen der Gründerin. Zuerst wurden Hütten aus Holz gebaut, neben denen Häuser aus Bruchsteinmauerwerk errichtet wurden.
1832 waren 23 Wohnhäuser auf beiden Seiten der Straße und ein Wirtshaus dokumentiert. 1873 wurde die Freiwillige Feuerwehr Oeynhausen gegründet. 1874 wurde die Kirche und 1878 die Schule geweiht.
1920 wurde die Katastralgemeinde Oeynhausen von der Gemeinde Tribuswinkel getrennt und eine eigene Gemeinde. Während des Zweiten Weltkriegs übernahm die Stadtgemeinde Traiskirchen im Jahr 1943 die Gemeindeverwaltung des Ortes. Im Krieg wurde der Ort stark beschädigt. 1945 wurde Oeynhausen wieder selbständig.
Mit 1. Jänner 1972 wurden im Zuge der Niederösterreichischen Kommunalstrukturverbesserung die bis dahin selbständigen Gemeinden Oeynhausen und Tribuswinkel nach Traiskirchen eingemeindet.
2003 wurde von der Freiwilligen Feuerwehr Oeynhausen eine Feuerwehrjugend gegründet, um den Kindern und Jugendlichen eine sinnvolle Freizeitbeschäftigung zu bieten.

## Kultur und Sehenswürdigkeiten

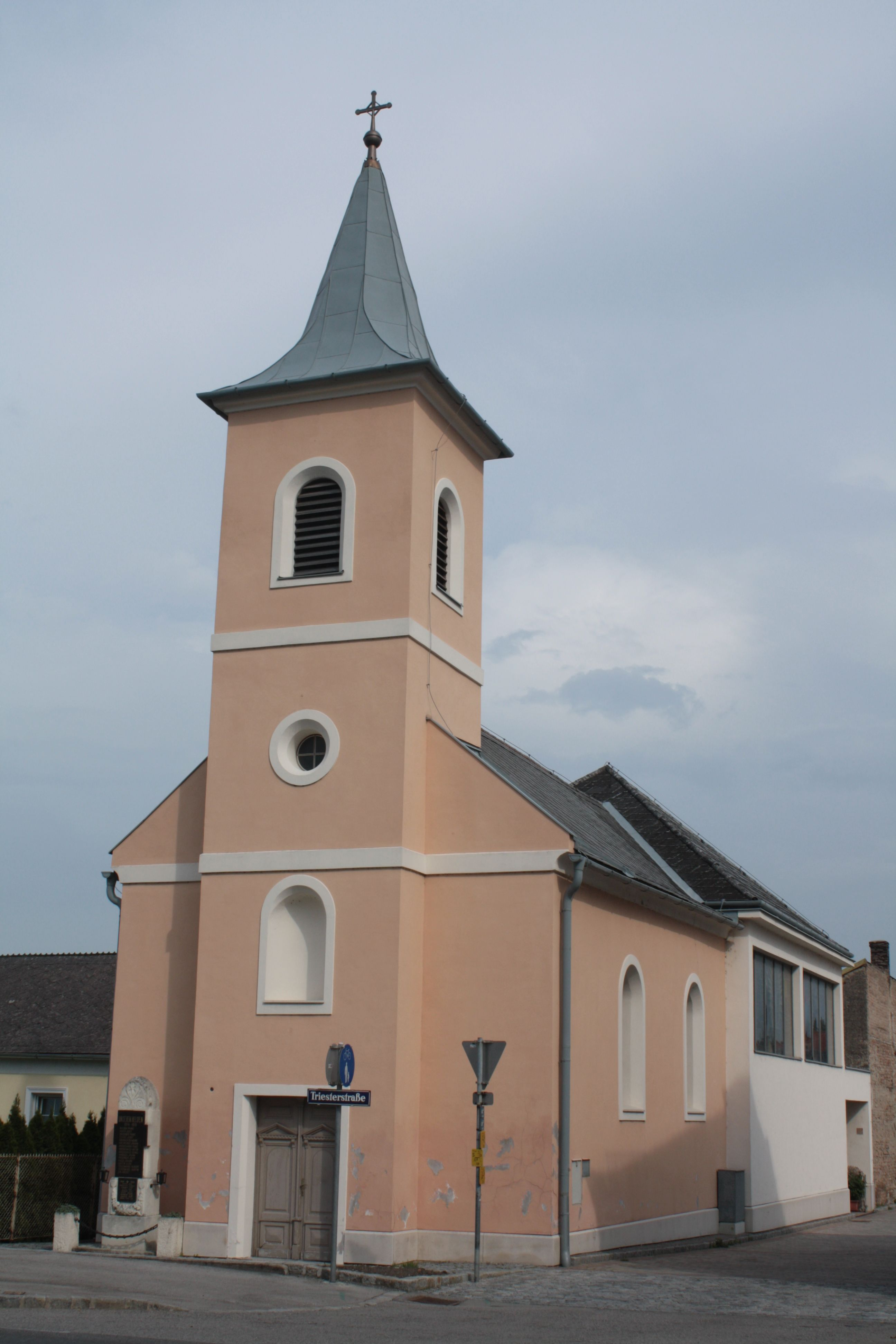
Pfarrkirche Oeynhausen

- Katholische Pfarrkirche Oeynhausen hl. Laurentius